# 1758 w polityce

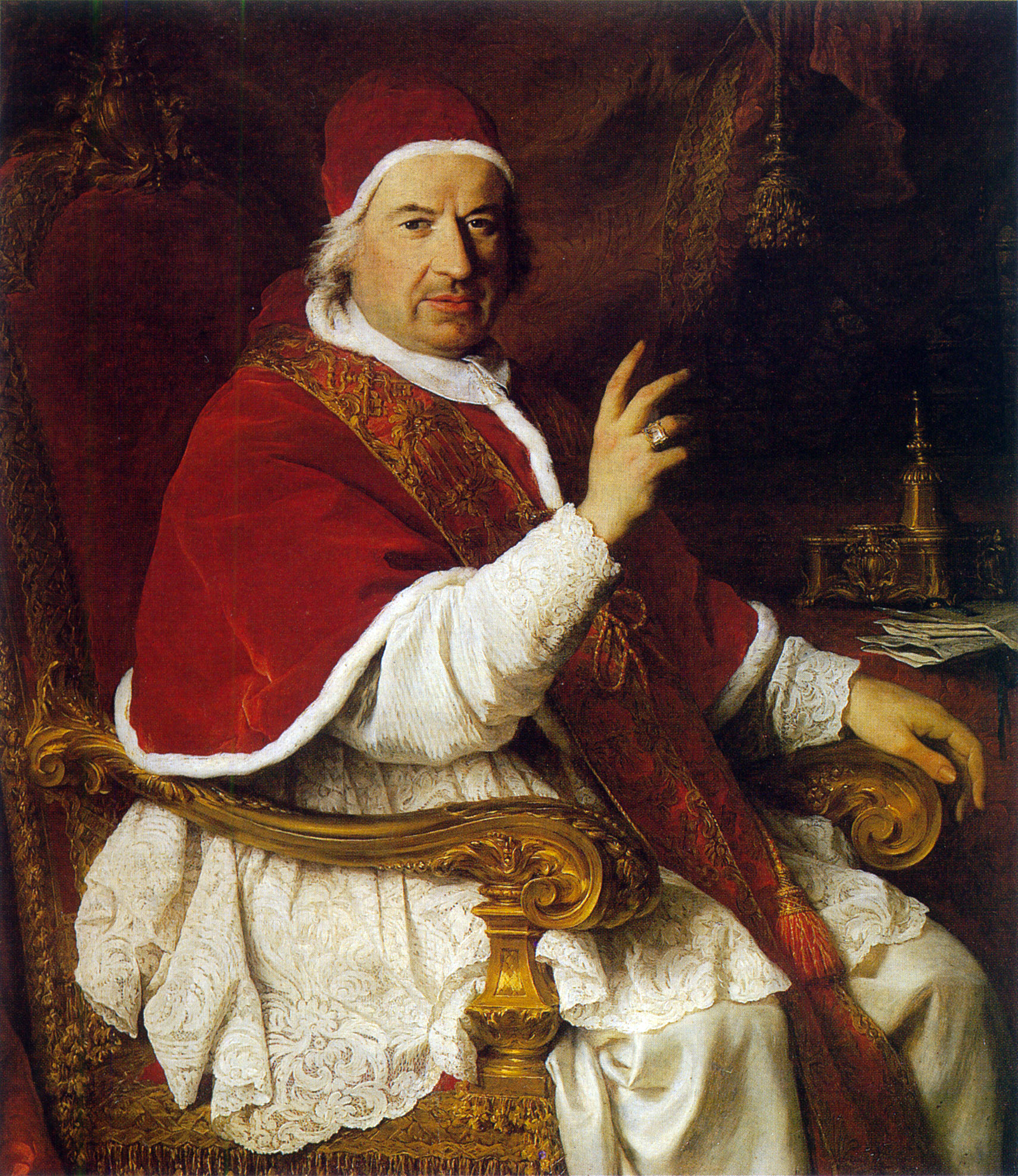
Benedykt XIV

Wydarzenia polityczne w 1758 roku.

## Wydarzenia
- 6 lipca – Carlo della Torre Rezzonico[1] został wybrany na papieża.
- 25 sierpnia – Bitwa pod Sarbinowem[2].

## Urodzili się
- 6 maja – Maximilien de Robespierre, jeden z przywódców rewolucji francuskiej[3].

## Zmarli
- 3 maja – Benedykt XIV, papież[4].